# Miriam Davenport
Miriam Davenport, verheiratete Miriam Davenport Burke Ebel (* 6. Juni 1915 in Boston, Massachusetts; † 13. September 1999 in Mount Pleasant, Michigan), war eine US-amerikanische Malerin und Bildhauerin. Im Jahr 1940 arbeitete sie in Frankreich für das von Varian Fry geleitete Emergency Rescue Committee, einer Hilfsorganisation für Flüchtlinge vor dem NS-Regime.

## Biografie
Miriam Davenport erwarb einen Bachelor-Abschluss in Kunst- und Architekturgeschichte am Smith College. Anschließend studierte sie Kunst in New York, ab 1938 in Paris, wo sie ihren späteren ersten Ehemann Rudolph Treo kennenlernte, einen Kunststudenten aus dem slowenischen Ljubljana. Nach dem Einmarsch der Wehrmacht in Paris 1940 floh sie im August mit Tausenden anderen Flüchtenden nach Südfrankreich in die „Freie Zone“. In Marseille gehörte sie mit Mary Jayne Gold zum engeren Kreis von Varian Frys Rettungsnetzwerk Emergency Rescue Committee, das etwa 2000 Menschen ermöglichte, vor den Nationalsozialisten zu fliehen. Zu den durch Frys und ihren Einsatz Geretteten zählen der Maler Marc Chagall, der Bildhauer Jacques Lipchitz, die Schriftsteller Franz Werfel, Hannah Arendt, Hans Habe und der Biochemiker Otto Meyerhof. Im November 1940 lief ihr Visum ab und sie musste Frankreich verlassen. Sie ging nach Jugoslawien, wo sie 1941 Rudolph Treo heiratete und kehrte mit ihm im Dezember desselben Jahres in die USA zurück. In den folgenden Jahren war sie für das International Rescue und Relief Commitee sowie andere Organisationen tätig. 
In den 1950er Jahren schloss sie ihre künstlerische Ausbildung ab und stellte als Malerin und Bildhauerin ihre Werke aus. Nach dem Tod ihres zweiten Ehemanns William L. M. Burke 1961 heiratete sie den Archäologen Charles Ebel. Später promovierte sie an der University of Iowa über französische Literatur des 18. Jahrhunderts. Mit der Amerikanerin Mary Jayne Gold verband sie eine lebenslange Freundschaft.
Miriam Davenport erhielt vom israelischen Staat den Ehrentitel Gerechte unter den Völkern (Righteous Gentile) als eine der Christen, die ihr Leben riskiert hatten, um Juden zu retten.

## Verfilmung
- Varian’s War – Ein vergessener Held, 2001. Julia Ormond spielte Miriam Davenport und gewann in diesem Jahr den Satellite Awards in der Kategorie Beste Nebendarstellerin.
- Varian Fry: The Artists' Schindler, Dokumentation, 1997.